# Riziko (Asimov)
Riziko (anglicky „Risk“) je vědeckofantastická povídka spisovatele Isaaca Asimova, která vyšla poprvé v květnu 1955 v časopise Astounding Science Fiction. Byla následně zařazena do sbírek The Rest of the Robots (1964) a The Complete Robot (1982). Česky vyšla ve sbírce Robohistorie II. (2004). Děj se odehrává na tzv. Hyperzákladně (což je utajovaný asteroid ve Sluneční soustavě), kde probíhá výzkum hyperpohonu nutného k cestování hyperprostorem. Objevuje se v ní několik postav, které jsou přítomny i v povídce „Malý ztracený robot“.

## Postavy
- Susan Calvinová - robopsycholožka firmy Americká korporace robotů a mechanických lidí (AKRaML)
- Gerald Black - fyzik z Hyperzákladny
- generálmajor Kallner - velitel Hyperzákladny
- Nigel Ronson - novinář
- Mayer Schloss - fyzik

## Děj
Nedaleko Hyperzákladny byla postavena kosmická loď pojmenovaná Parsek, která testuje cestování hyperprostorem. Vyslat na cestu do vesmíru člověka je zatím stále příliš riskantní, a tak je v lodi robot. Proces však vůbec neproběhne a vědci neví, co chybu způsobilo. Po konzultaci navrhne dr. Calvinová vyslat místo robota na loď dr. Geralda Blacka, který se jí jeví jako nejschopnější. Ačkoli je riziko obrovské a loď může kdykoli zmizet v nenávratnu, Black se nakonec zodpovědnosti zhostí.
Udělá to však proto, aby se mohl Calvinové po návratu pomstít. Zjistí, že chyba je v robotovi a vrátí se na Hyperzákladnu jako hrdina. Dr. Calvinová to předpokládala a správně trvala na tom, že takovou chybu dokáže odhalit pouze člověk a nikoli další robot (jak bylo původně navrženo). I Black musí uznat, že měla pravdu.